# Bomolocha crassalis
Bomolocha crassalis là một loài bướm đêm trong họ Noctuidae.